# Konfliktteori
Konfliktteori är inom sociologivetenskapen en bred teoribildning vilken kan sammanfattas genom ett par grundläggande samhälleliga antaganden. Konfliktteoretiker tenderar att vara vaksamma kring långsiktig historisk förändring. Något som gjort att Randall Collins önskat gå så långt som att rent av kalla traditionen för "historisk konfliktteori", men detta är inget etablerat fenomen.
Ett par grundläggande antaganden är att:
- Människor har förmåga att i varje fall någorlunda identifiera sina intressen.
- Samhällen kan gynna eller missgynna olika grupperingar.
- Konflikt är i någon mån oundvikligt i, och mellan sociala grupperingar.

Konfliktteorin kan dock även manifestera sig genom att peka på immanent konflikt i sociala ordningar. Exempelvis Marx utpekande av att det kapitalistiska produktionssättet konsekvent på grund av sin egen inneboende logik måste effektivisera produktionen till den grad att monopol uppstår, såväl som att profitkvotens fallande tendens inträder.

## Historia
Konfliktteorin har historiskt sett varit intellektuellt marginaliserad. Trots detta finner vi en konfliktteoretisk synvinkel i renässansens italien hos Michiavelli. Men 2000 år tidigare hos Thukydides såväl som hos Mo Ti. Kant och Hegel har också varit två viktiga tänkare för traditionen.

## Ett exempel angående ojämlikhet
En klassisk studie av Lenski visade på att samhälleliga system tenderar att fördela sina resurser, inte genom behov eller efter de som bidrog mest, utan snarare utifrån hur makten i samhällena i fråga var fördelade. Mest ojämlikhet förekommer således där det finns väldigt mycket resurser, men där makten är högst koncentrerad.

## Fotnoter
1. 1 2 3 4  Collins. ”The Conflict Tradition”. Four sociological traditions
2. ↑  Collins. Four sociological traditions. sid. 48